# Leccinum melaneum
Leccinum melaneum (František Smotlacha, 1951 ex Albert Pilát & Aurel Dermek, 1974) din încrengătura Basidiomycota, în familia Boletaceae și de genul Leccinum este o specie de ciuperci comestibile care coabitează, fiind un simbiont micoriza (formează micorize pe rădăcinile arborilor). O denumire populară nu este cunoscută. În România, Basarabia și Bucovina de Nord se dezvoltă de la câmpie la munte, solitar sau în grupuri mici, întotdeauna pe lângă mesteceni în păduri de foioase și mixte umede și răcoroase precum la marginea lor, preferat pe sol nisipos. Timpul apariției este din iunie până în octombrie (noiembrie). Este o specie rară care însă poate să apară în unii ani în mase.

## Taxonomie

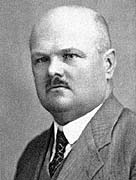
F. Smotlacha

Numele binomial Boletus scaber var. melaneus a fost determinat de micologul cehoslovac František Smotlacha (1884-1956) în volumul 28 al jurnalului micologic Mykologický Sborník din 1951.
Apoi, în 1974, compatrioții lui, Albert Pilát și Aurel Dermek (1925-1989), au transferat specia la genul Leccinum cu epitetul melaneum în cartea lor Hribovité huby: Československé hribovité a sliziakovité huby: Boletaceae-Gomphidiaceae, fiind numele curent valabil (2021).
Toate celelalte variații descrise (vezi infocaseta) precum taxonii Krombholziella melanea (Smotl.) Šutara (1982) și Boletus melaneus (Smotl.) Jiří Hlaváček (1989) creați pe baza descrierii lui Smotlacha sunt de acceptat sinonim.
Epitetul este derivat din cuvântul latin (latină melaneum=de culoare închisă, negricios), datorită aspectului general.

## Descriere

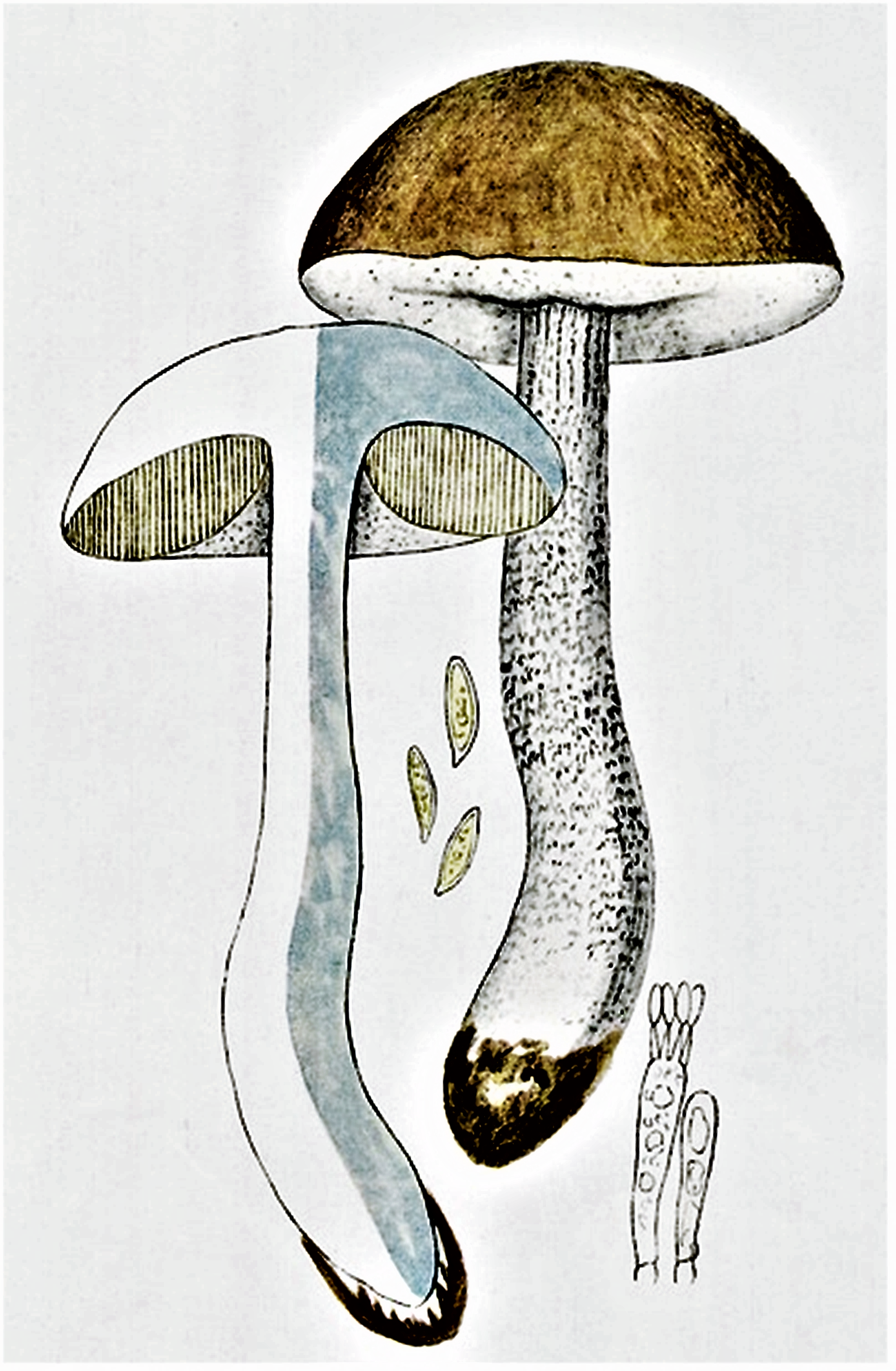
Bres.: Boletus scaber, foarte similar

- Pălăria: are un diametru de 4-10 (12) cm, este, la început convexă, apoi aplatizat convexă, la bătrânețe destinsă și de multe ori în formă neregulată. Devine destul devreme spongioasă. Cuticula fin catifelată, la umezeală puțin unsuroasă, diferă în colorit care poate fi gri-brun, închis brun-roșcat sau brun-negricios, uneori cu pete de culoare mai deschisă.
- Tuburile: are sporifere destul de lungi de 8-1,9 cm, înguste și dense, bombat aderate la picior, devenind în vârstă foarte lăbărțate. Coloritul este inițial albicios, devenind în timpul maturării cenușiu, galben murdar cu nuanțe brun-roșcate până brun. Sunt ușor de separat de tijă.
- Porii: sunt mici, rotunzi, relativ deși și colorați gri-albicios cu mici pete maronii, decolorându-se după apăsare brun.
- Piciorul: are o înălțime de 9-14 cm și o lățime de 2-5 cm, fiind destul de lung, plin, cilindric până clavat puternic. Coaja albicioasă fără decolorări albăstrui este aproape complet acoperită cu solzișori cenușiu-negricioși, mai fini spre vârf, din ce în ce mai groși spre bază, convergând în partea inferioară și formând adesea un fel de rețea.
- Carnea: este albicioasă, sub cuticulă și coajă mereu gălbuie, numai în tinerețea timpurie compactă și fermă, devenind repede moale. Piciorul este spre bază lemnos-fibros. Se decolorează odată tăiată adesea bătând în roșu și după câteva ore brun. Are un miros slab dar plăcut și un gust blând.[3][4]
- Caracteristici microscopice: are spori deschis cenușii, netezi, fusiformi cu o depresiune supra-hilară și o mărime de 14-19 x 5-6 microni. Pulberea lor este brun-măslinie. Bazidiile de 20-30 x 11,5-13 microni cu 2-4 sterigme fiecare sunt claviforme (îngroșate de la bază spre vârf și cu extremități rotunjite în formă de măciucă). Cistidele (elemente sterile situate în stratul himenal sau printre celulele din pielița pălăriei și a piciorului, probabil cu rol de excreție) sunt clavate, în formă de sticlă, cu o dimensiune de 25-50 x 7.5-11,5 microni. Pileocistidele (elemente sterile de pe suprafața pălăriei) constau din elemente cilindrice, slab încâlcite, uneori bifurcate, cu un pigment intracelular maro închis și o mărime de 9-11,5 (15) microni. Caulocistidele (cistide situate la suprafața piciorului) de 60 x 12,5-18,5 microni pot fi fusiforme, clavate sau în formă de uger. Nu prezintă conexiuni prin cleme.[8]
- Reacții chimice: textura cărnii se decolorează cu formol roz până roșiatic și cu sulfat de fier cenușiu sau cenușiu-verzui până negricios, mai ale spre vârful piciorului. S-a constatat adesea că decolorarea este foarte graduală și dificil de evaluat. Mai mult, se pare că există o relație între vârsta și umiditatea corpului fructifer și intensitatea reacției fie cu formaldehidă, fie cu FeS04 cum au dovedit micologii francezi Gilbert Lannoy și Alain Estadès în 1995.[9]

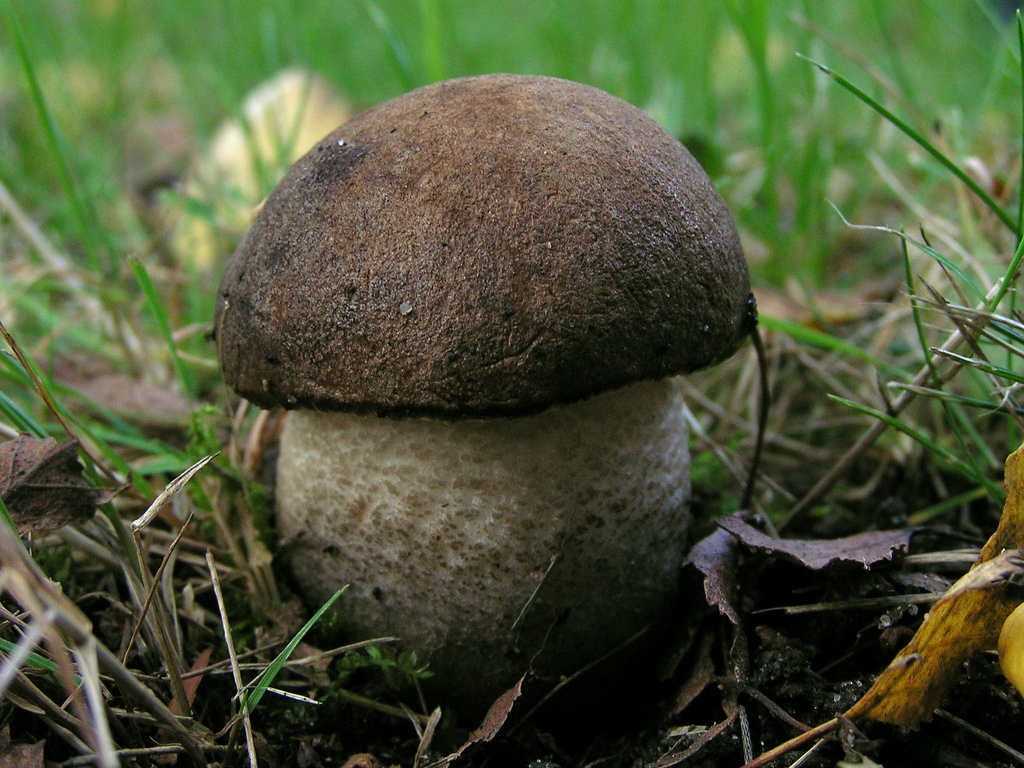
L. melaneum tânăr 1
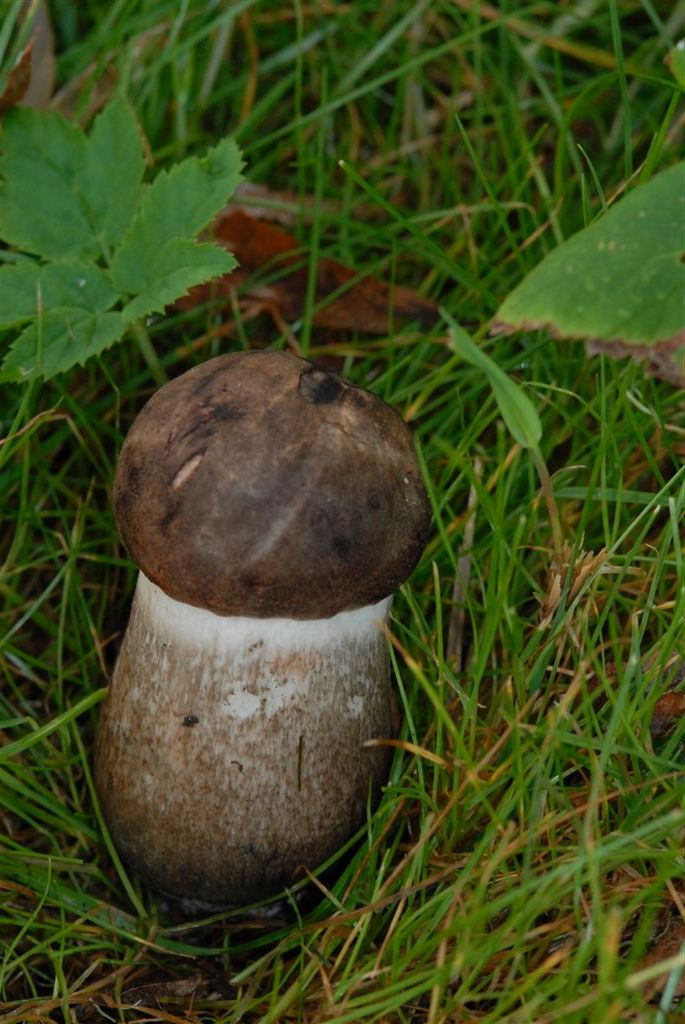
L. melaneum tânăr 2
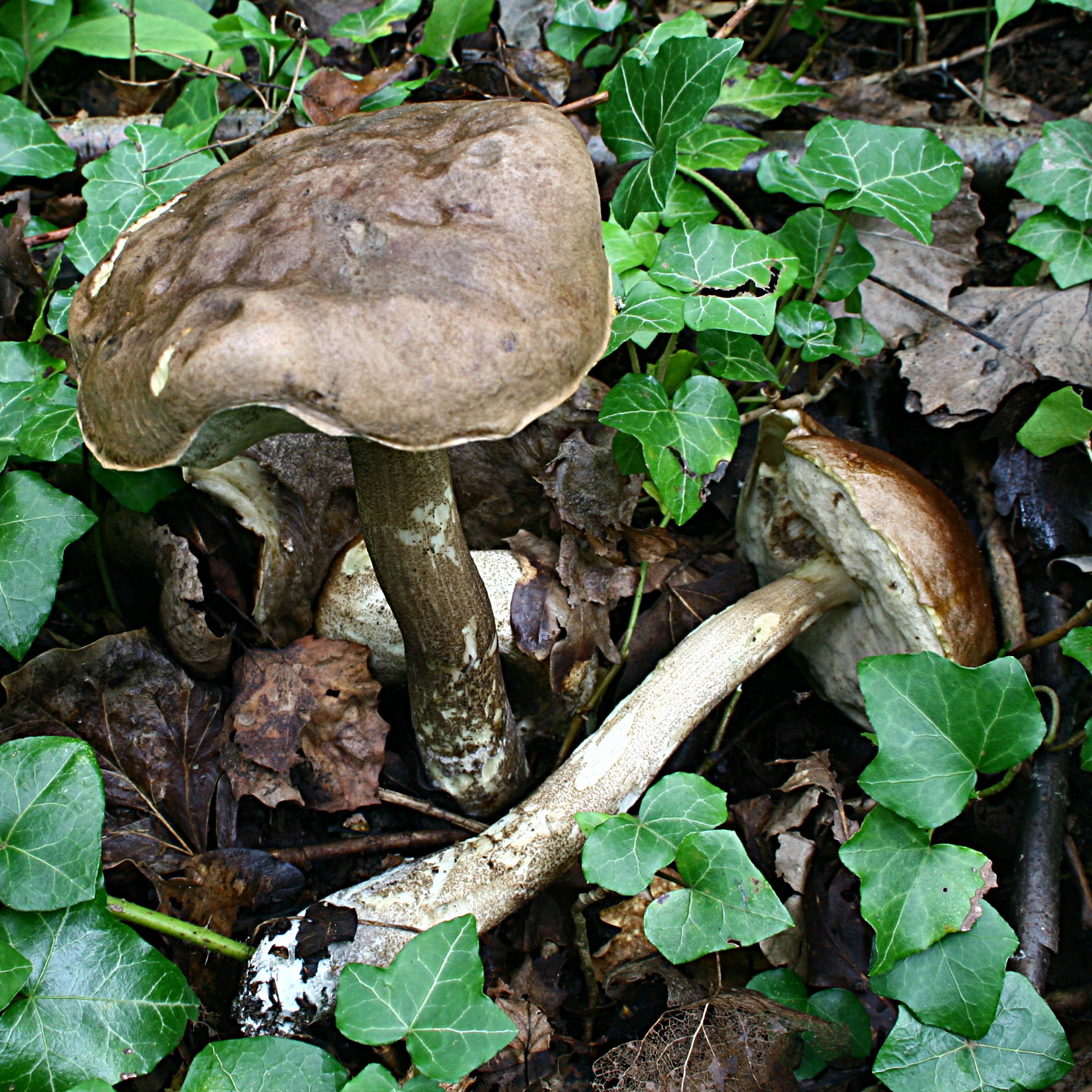
L. melaneum bătrâni
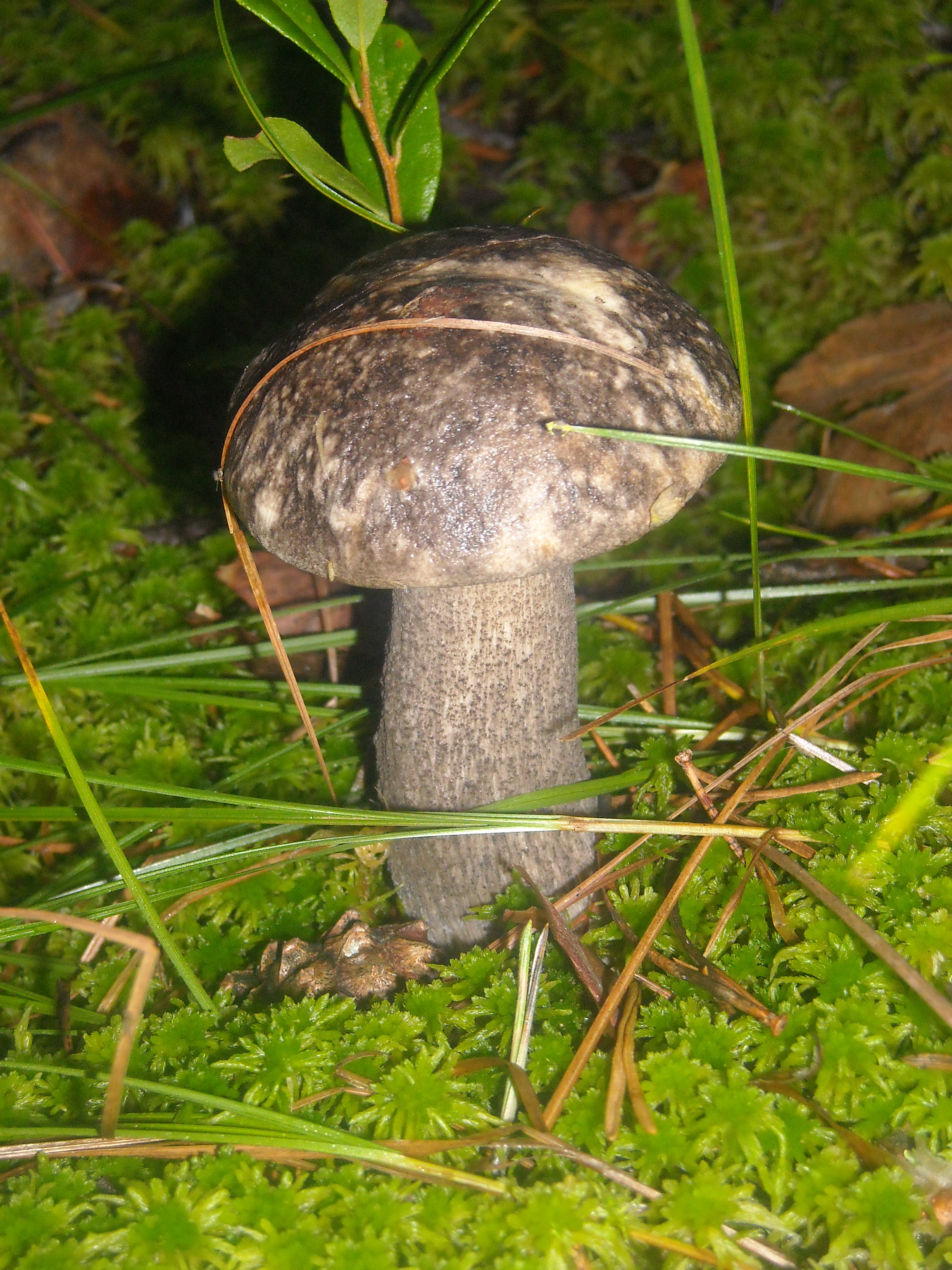
L.melaneum, cuticulă pătată

## Confuzii
Buretele nu poate fi confundat cu ciuperci necomestibile sau chiar otrăvitoare, ci numai cu specii aproape înrudite, în primul rând cu gemenul său Leccinum scabrum, mai departe de exemplu cu Leccinellum crocipodium sin. Leccinum crocipodium (comestibil), Leccinum aurantiacum (crește în păduri de foioase în special sub plopi precum plopi tremurători, dar de asemenea pe sub sălcii), Leccinum carpini, Leccinum duriusculum (se dezvoltă sub plopi tremurători), Leccinum griseum, (se dezvoltă numai în păduri de foioase, carnea devine neagră în timpul fierberii), Leccinum holopus, Leccinum piceinum (se dezvoltă în păduri de conifere, mai ales sub molizi pe lângă afine), Leccinum quercinum (crește sub stejari), Leccinum pseudoscabrum (trăiește în păduri de foioase în special sub carpeni dar și sub aluni, mesteceni sau plopi), Leccinum roseofracta (trăiește sub mesteceni), Leccinum thalassinum (se dezvoltă sub mesteceni pe teren nisipos și umed, destul de răspândit, dar numai puțin cunoscut), Leccinum variicolor (trăiește prin turbării pe sol acru numai sub mesteceni),  Leccinum versipelle (crește în păduri (și parcuri, pajiști) sub mesteceni, păduri de foioase în special sub plopi precum plopi tremurători, dar de asemenea pe sub sălcii), Leccinum vulpinum sau Porphyrellus pseudoscaber sin. Boletus porphyraceus (crește în păduri foioase sau mixte, pe teren nisipos și pe lângă drumuri cu macadam, comestibil dar cam fibros).

## Specii asemănătoare în imagini

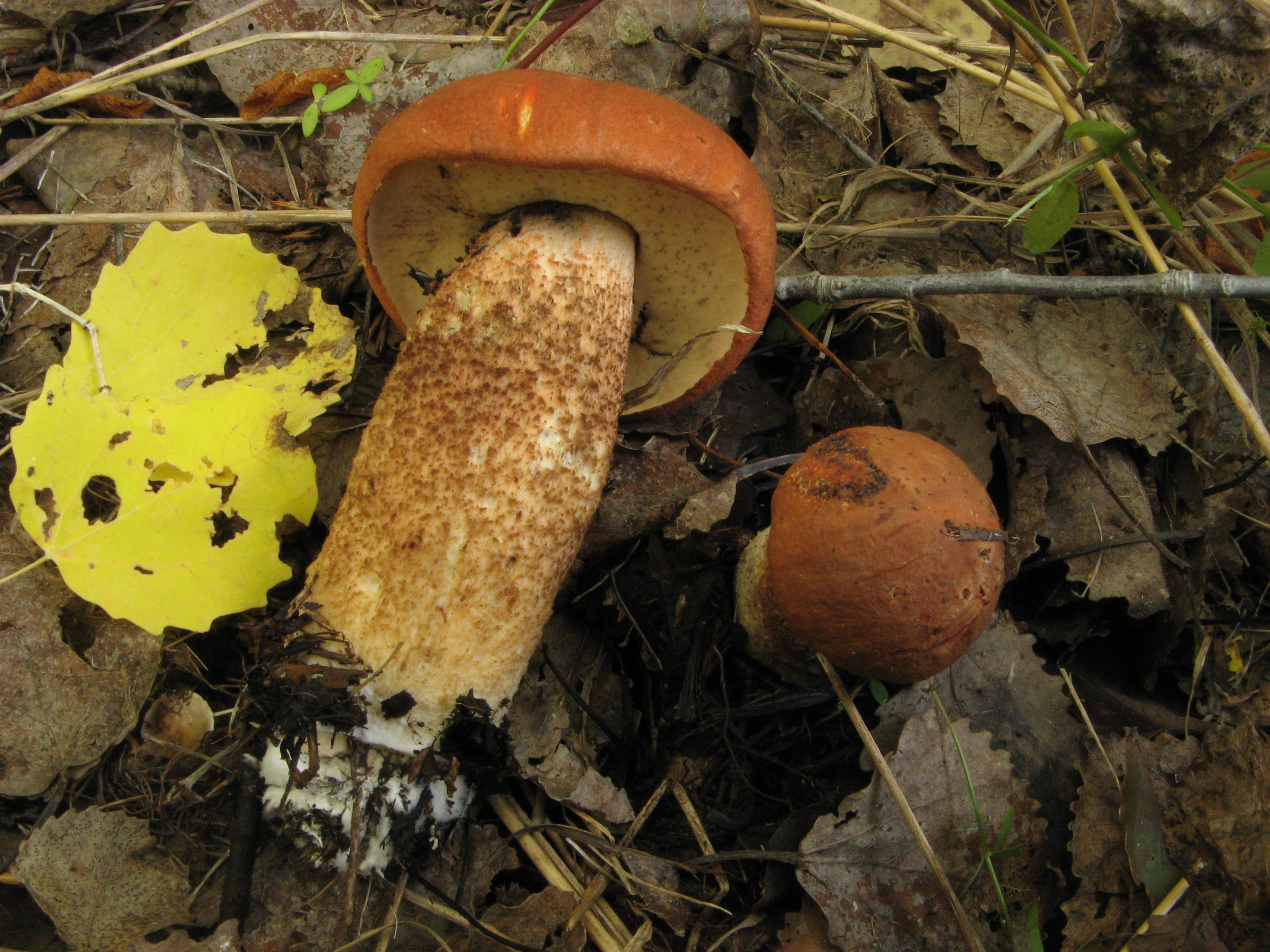
Leccinum aurantiacum
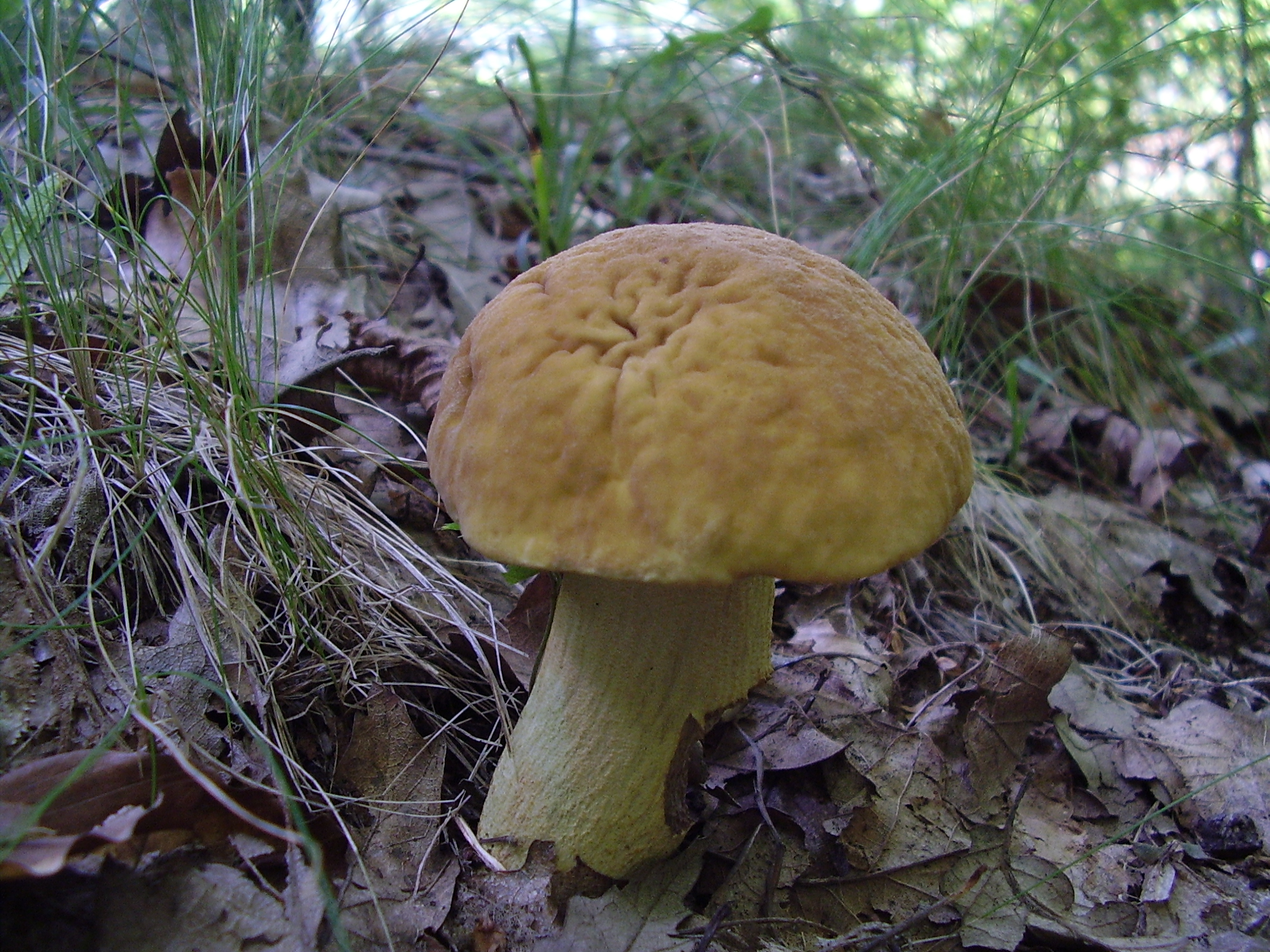
Leccinum crocipodium
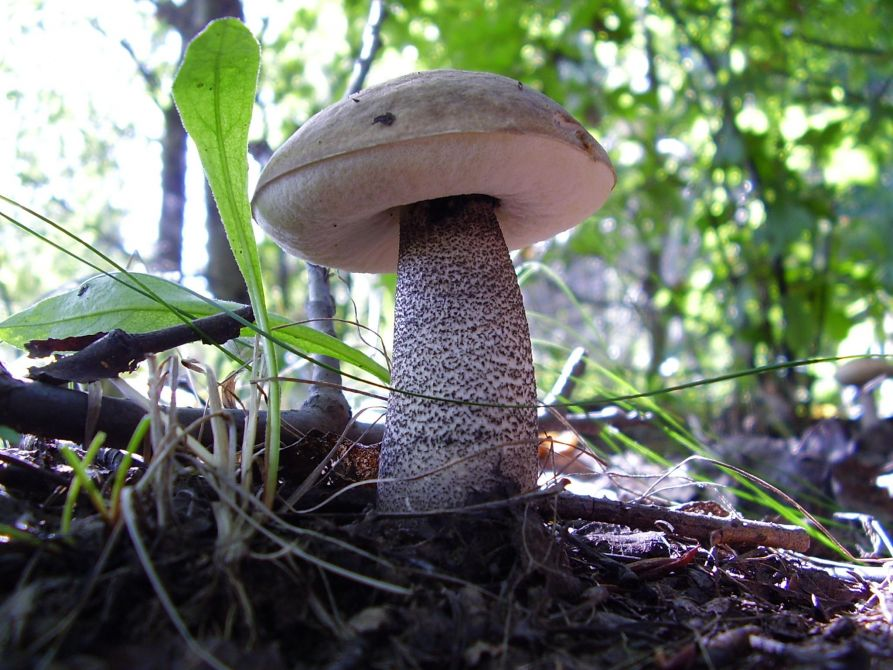
Leccinum duriusculum
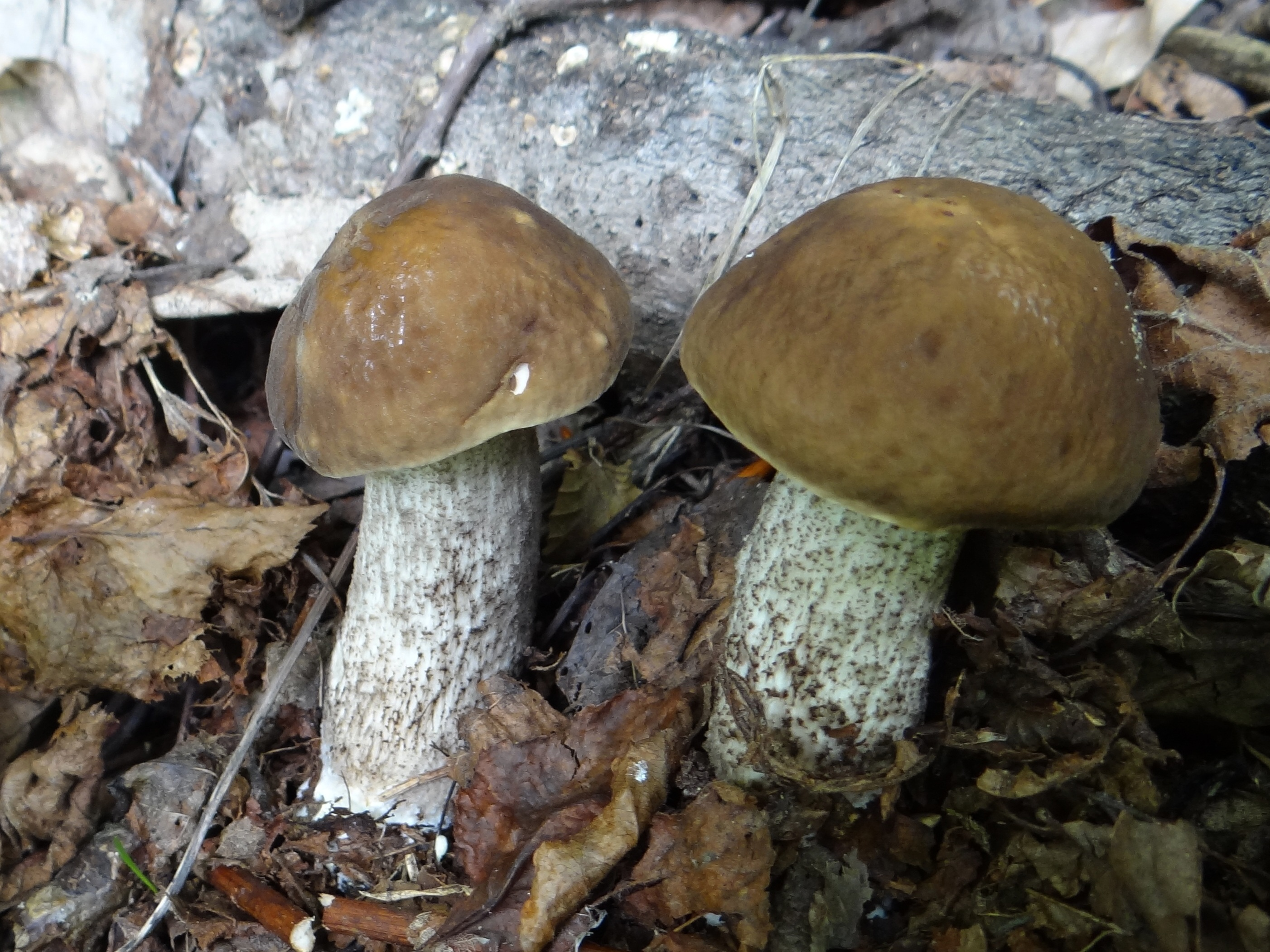
Leccinum griseum
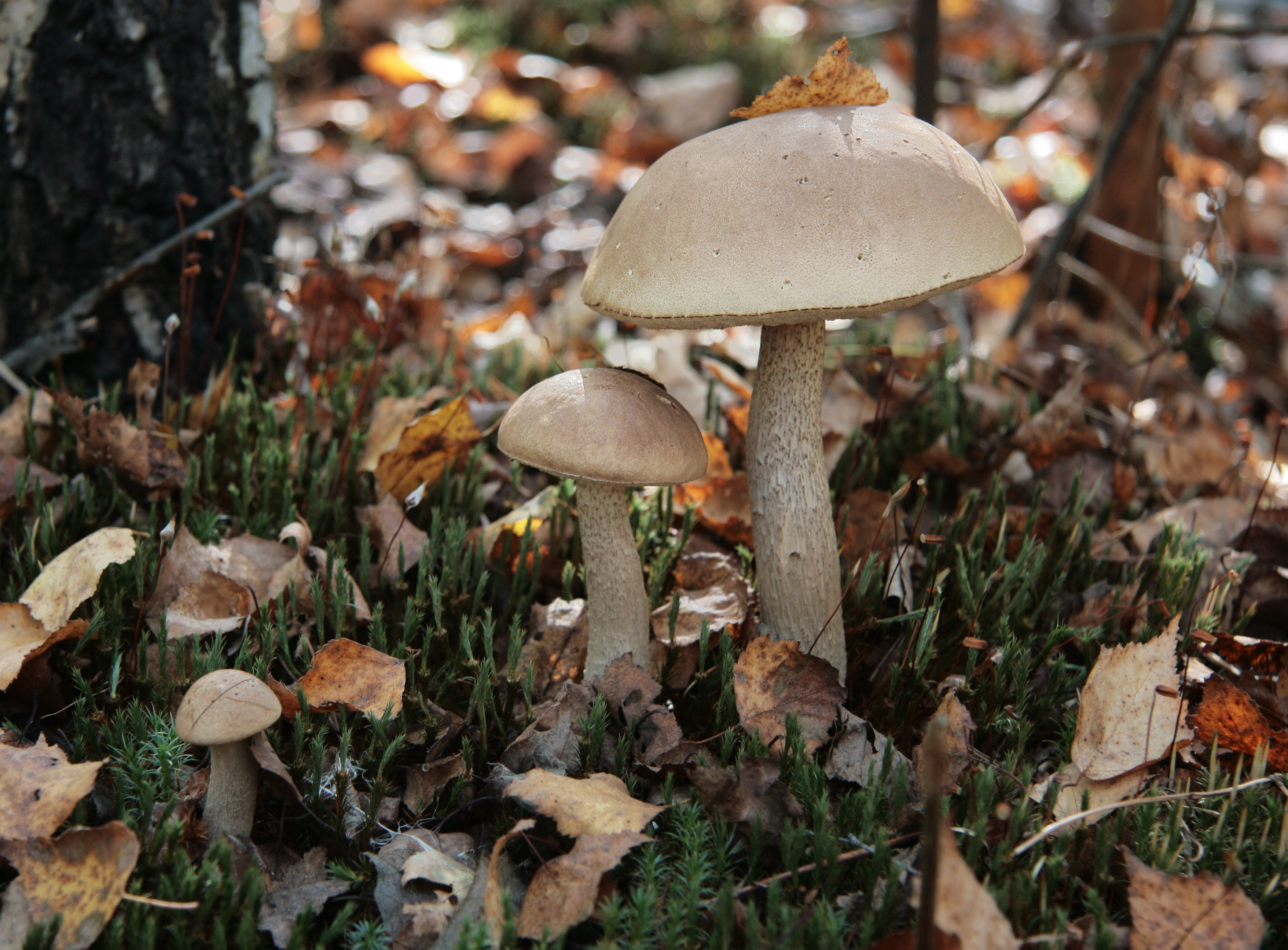
Leccinum holopus
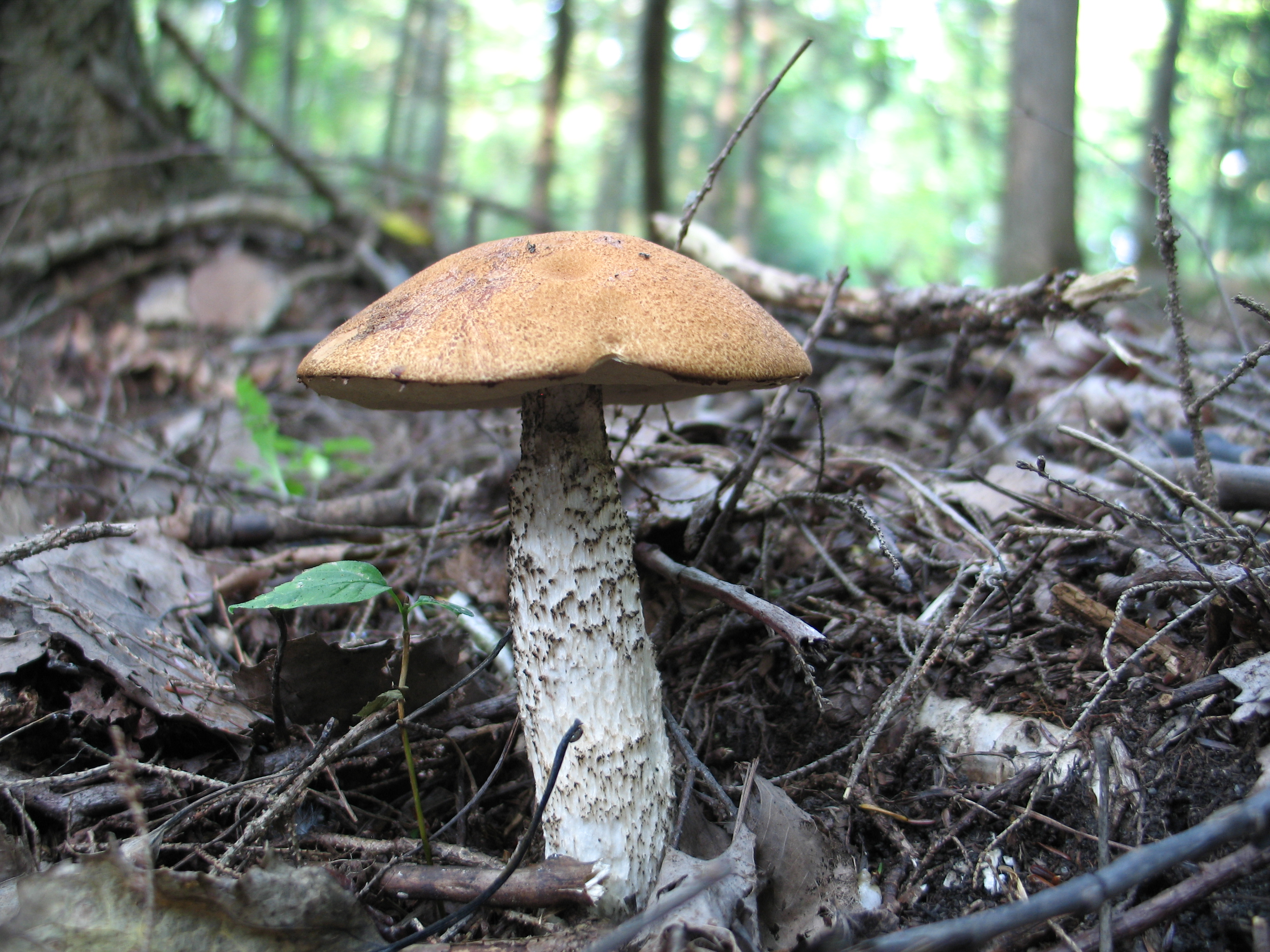
Leccinum piceinum
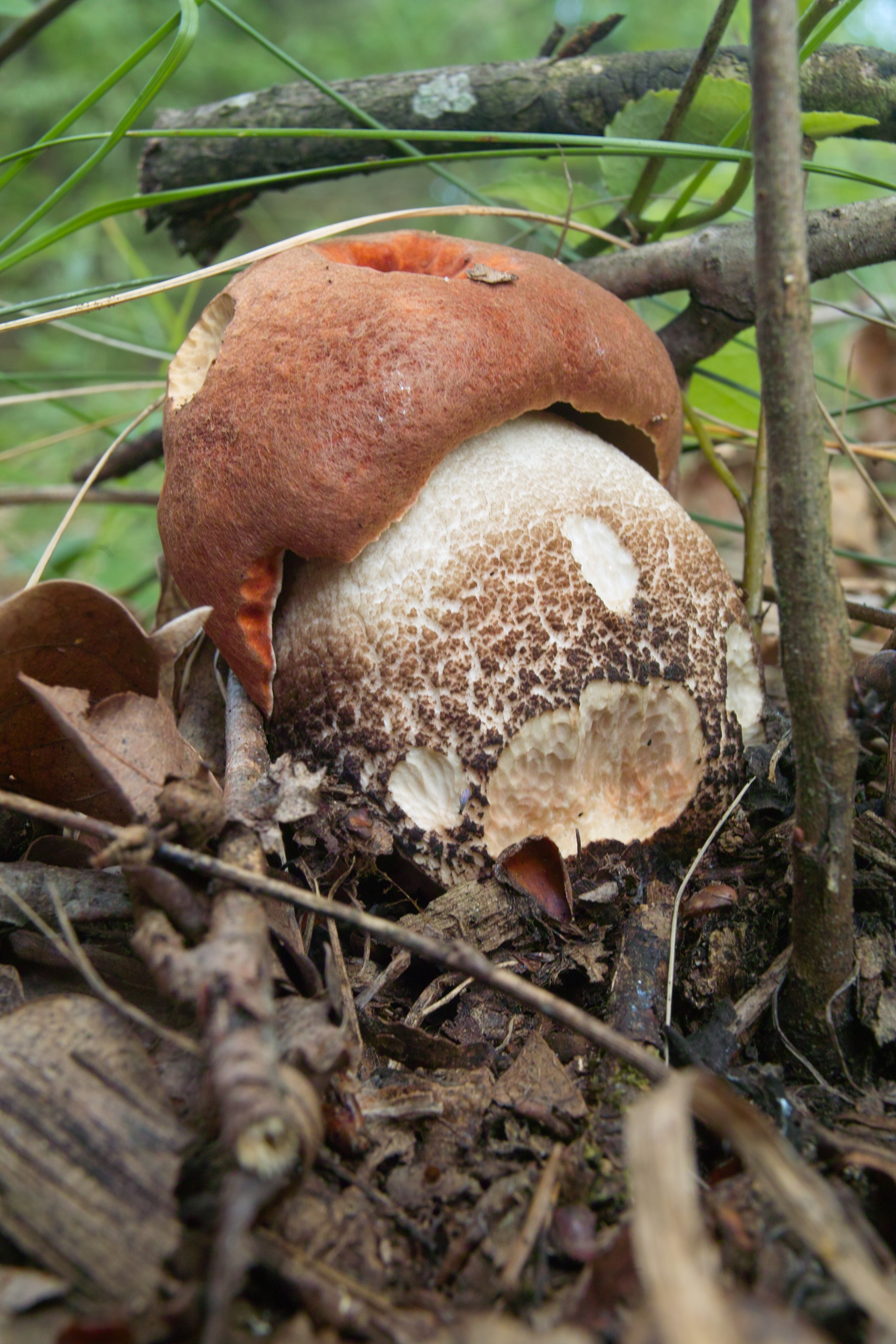
Leccinum quercinum

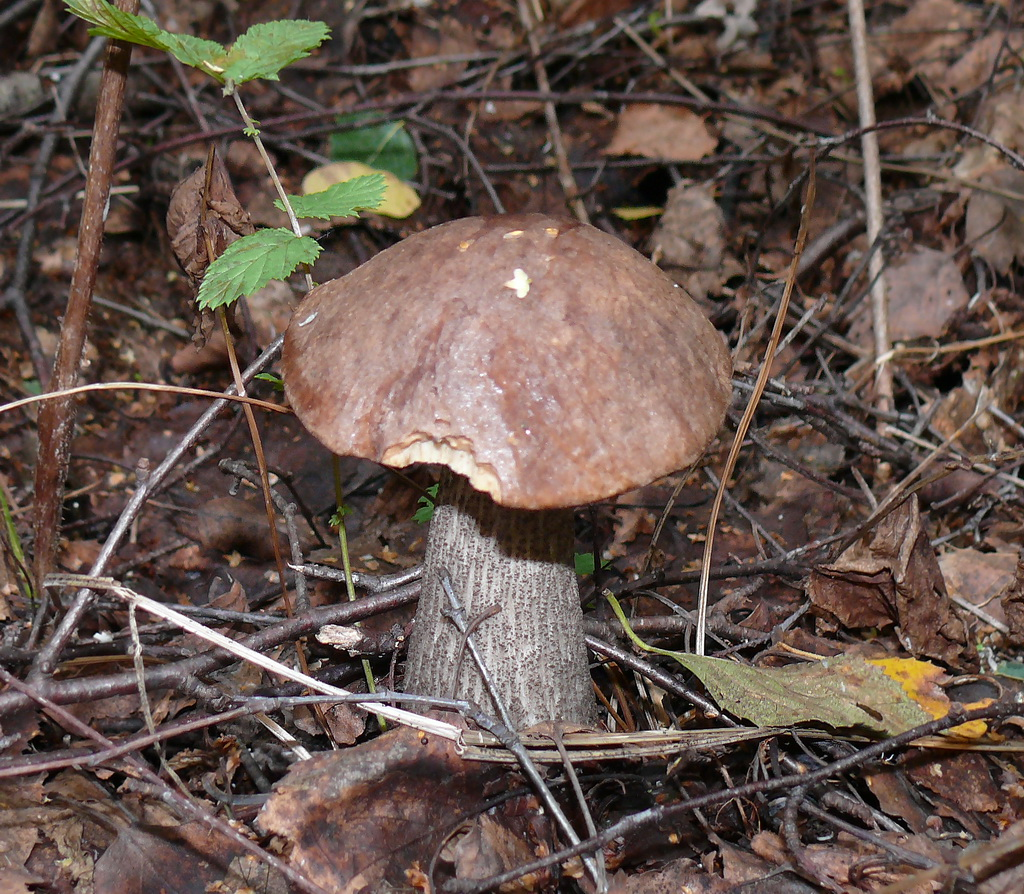
Leccinum scabrum
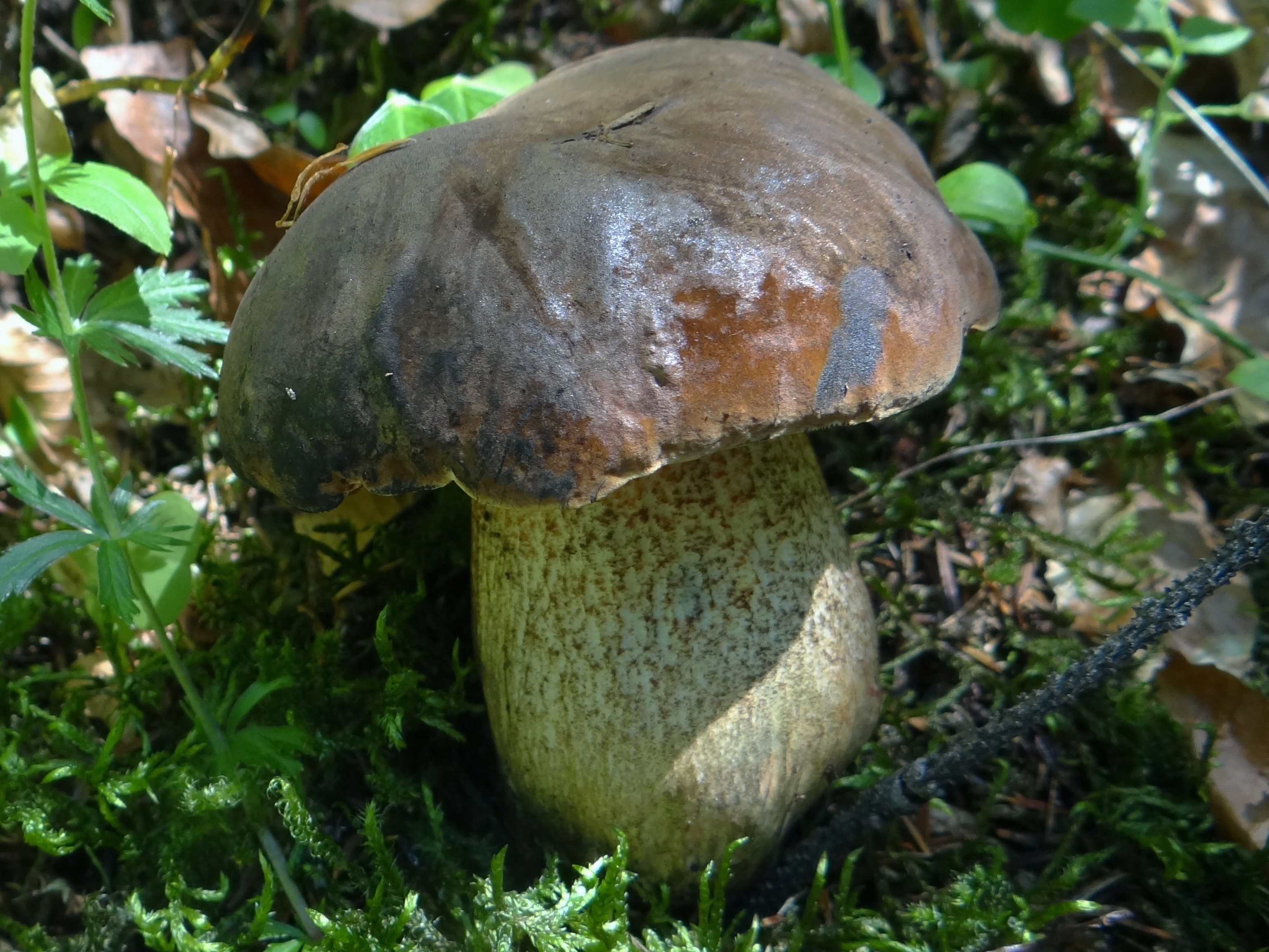
Leccinum variicolor
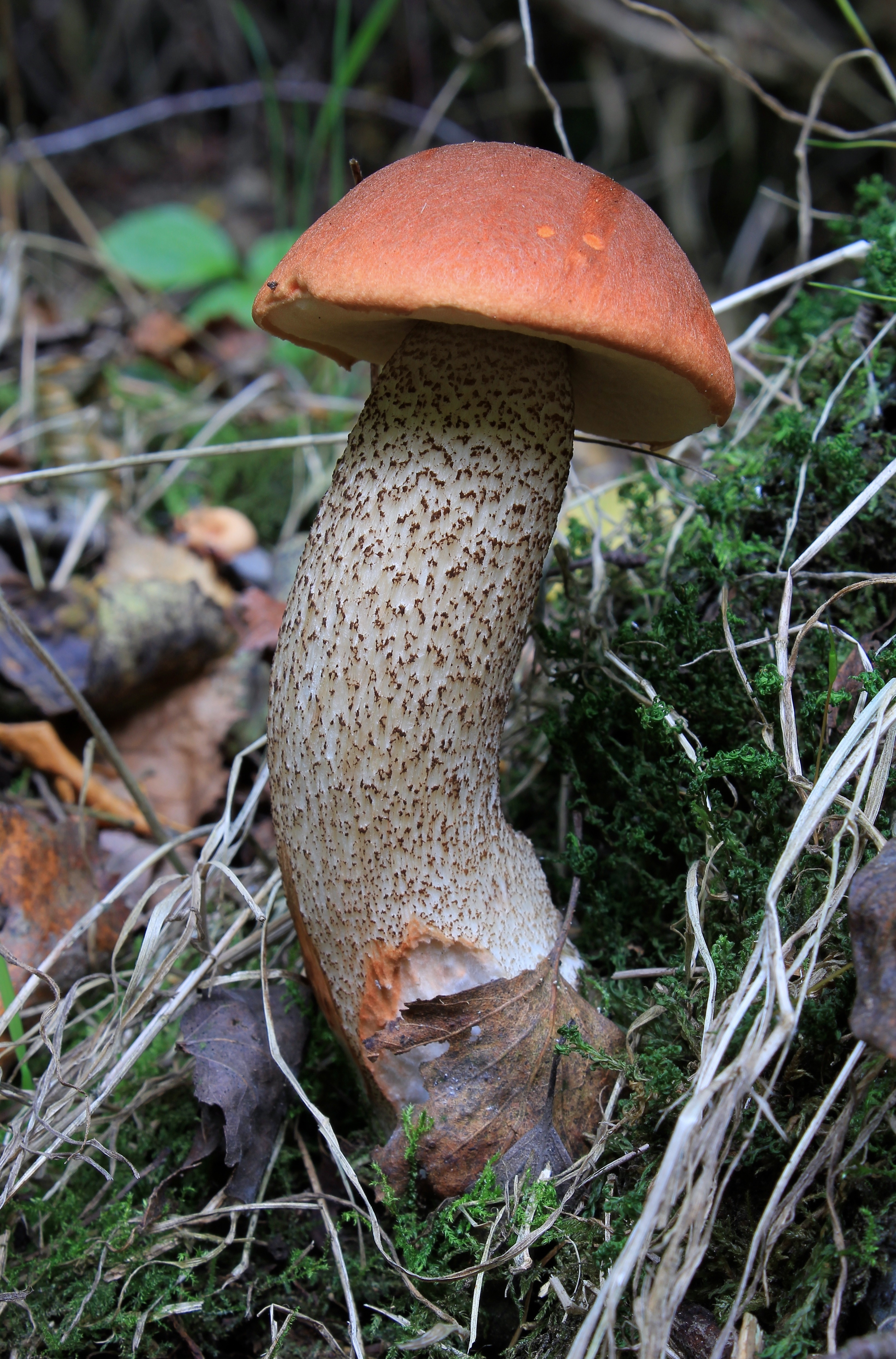
Leccinum versipelle
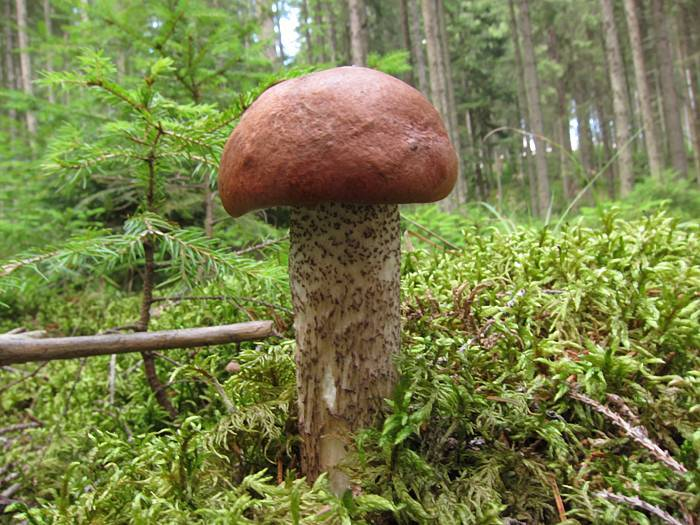
Leccinum vulpinum
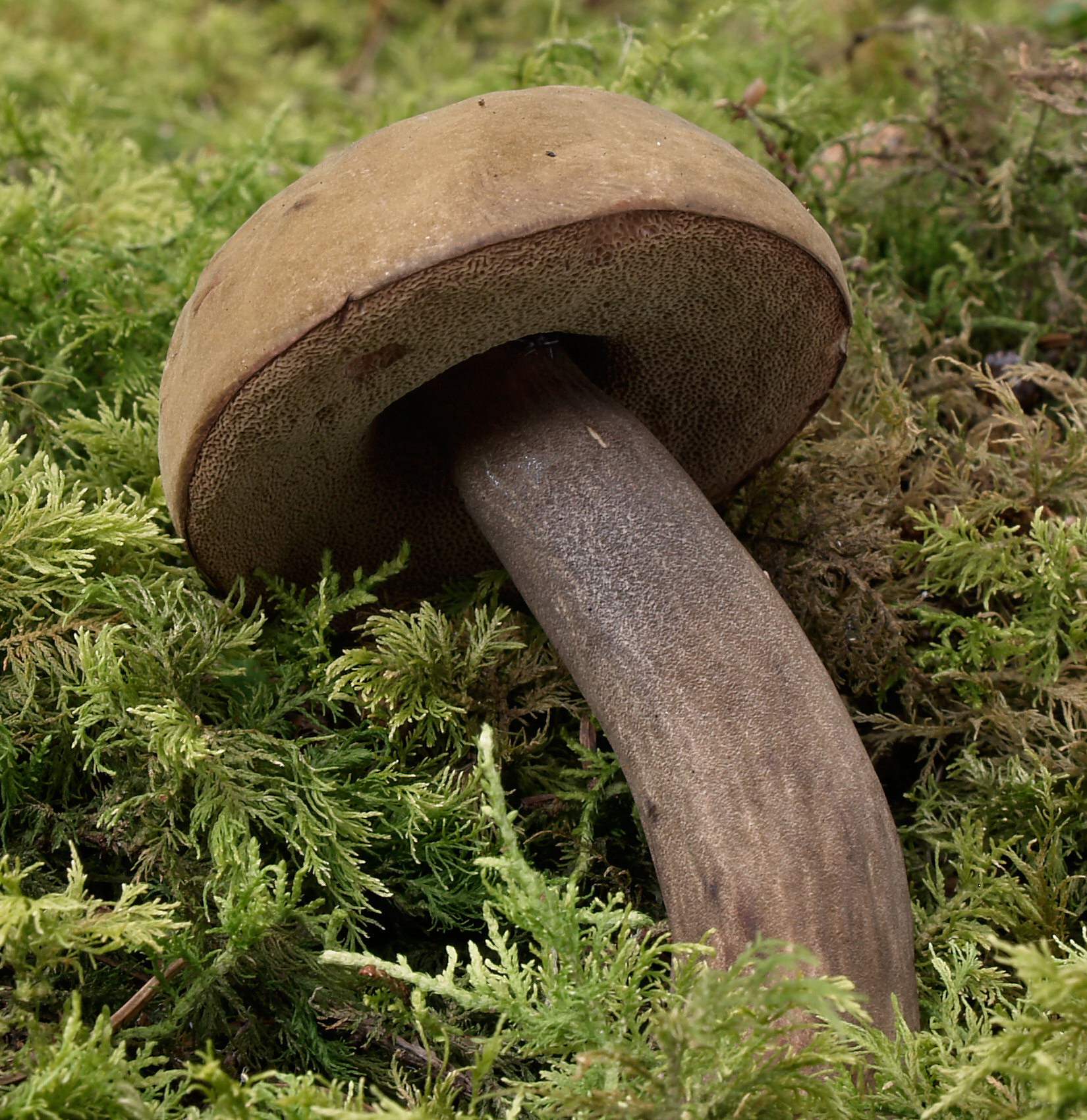
Porphyrellus pseudoscaber

## Valorificare
Toate speciile Leccinum sunt comestibile, dar numai bine gătite sau prăjite pentru că s-a afirmat că speciile lui, consumate crud, pot să genereze incompatibilități la copii precum persoane cu un aparat digestiv sensibil, chiar și intoxicații ușoare de natură gastrointestinală. Bureți tineri ai soiului preparați în bucătărie, sunt destul de gustoși, devenind din păcate foarte spongioși când sunt bătrâni și în urmă greu de folosit. Soiurile cu cuticule roșiatice, de exemplu Leccinum aurantiacum sau Leccinum versipelle, sunt datorită cărnii mai ferme de calitate superioară.